# Kangarok
Előlap: a nagyúr arcmása; hátlap: nemzetségjegye

A Szir-darja és vízgyűjtő területe

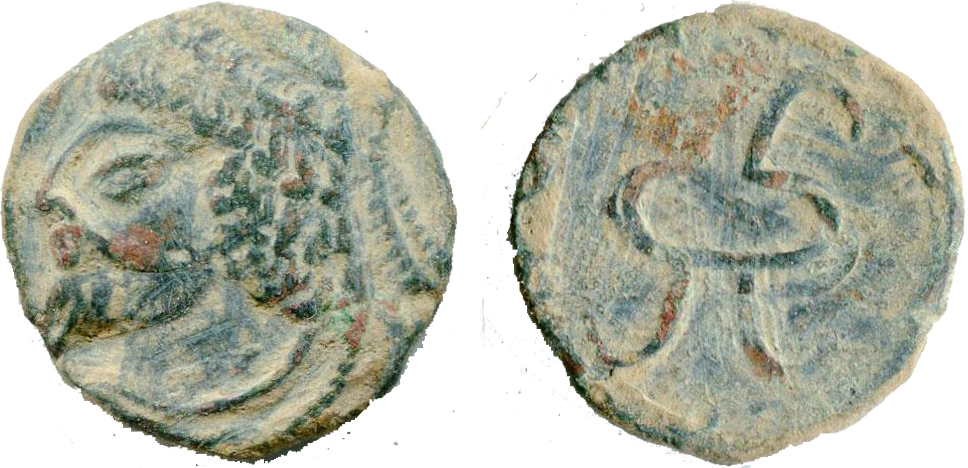
Kankar fejedelem pénzérméjeElőlap: a nagyúr arcmása; hátlap: nemzetségjegye

A kangarok – helyesebben kankarok – írott történelmük hajnalán (i. e. 2. század) Közép-Ázsiában laktak. A Szir-darja középső szakaszának alföldjét birtokolták, valamint a Talasz és a Csu folyó lapályát.
A kankarok szomszédságában, ugyanezen időben, szkíta népek laktak. Az Urál hegység keleti oldalának pusztáin isszédok, a Szir-darja és az Amu-darja alsó szakaszánál ászik, a Kopet-dag északi előterében avarok vagy dahák, a Ferganai-medence területén amürgi szkíták, az Ili folyó és az Iszik-köl vidékén pedig szakaurak éltek. A Szamarkand köré tömörülő városokat ellenben iráni szogdok birtokolták. A közép-ázsiai szkíta népek, beleértve a kankarokat is, együttesen szaka névvel illették magukat.
A kankarok neve Klaudiosz Ptolemaiosz művében kakhagai szküthai (καχαγαι σκυθαι) alakban szerepel. Országuk – az Avesztában Kangha, a kínaiak hallása szerint Kang (康), Kangcsü (康居) vagy Kangkuo (康國) – vélhetően a Szir-darja középső szakaszának szkíta nevét örökölte. Az Aveszta a folyó középső szakaszának elnevezését Kangha, alsó szakaszáét Caius Plinius Secundus Silis alakban rögzítette.
A kankarok az i. e. 130. év táján hódításokba kezdtek, s az ókori Közép-Ázsia egyik legjelentősebb és legnagyobb befolyású államát hozták létre. Elfoglalták Szogdia északnyugati részét, valamint az ászik és az isszédok országát, s ők uralták a selyemút egyik szakaszát.
Az ászik szövetségének neve kezdetben, görögösen, Masszagetai (Μασσαγεται) volt. Szövetségük nevét, miután a kankarok alárendeltjei lettek, Alánra (Alanoi: Αλανοι) változtatták, s jó részük Kelet-Európába, illetve a Kárpát-medencébe költözött. Az isszédok országának neve kínai forrásokban Jen (岩), azaz Szakadék, Szikla.

## Nevük
Vásáry István az iráni eredetűnek mondott kankarok nevét a Szir-darja szkíta elnevezésével kapcsolja össze: „Tudjuk azt is, hogy a Szir-darjának Taskenttől lefelé húzódó alsó folyását Kankar/Kangar néven is illették.” A kankar (vagy kangar) név a magyarban is honos -ar névképzőt viseli, a folyó elnevezése azonban, Vásáry állításával ellentétben – az avesztai Kangha, illetve a kínai Kangkuo szóalakból következtetve –, *Kanka vagy inkább *Kankó lehetett. A kankar megszólítás jelentése tehát vélhetően *Kankó (folyó) országának lakója.

## Történetük
A kankarok országának népessége az i. e. 2. században valószínűleg 80–90 000 embert tett ki, az i. sz. 1. század végére azonban elérhette a 600 000 főt. A kankarok nagyurának szállása Pejtien (卑闐) városában, a mai Taskent és Simkent közelében volt. Kangcsü lakói nagyobb részben vándorló pásztorok voltak. A nyári hónapokban észak felé terelték nyájaikat, gulyáikat és méneseiket, a telet pedig délen, szállásaikon töltötték.
Taskent tartományt és az ősi várost az iszlám időkig – szkíta nevét különböző nyelveken próbálták visszaadni – a perzsák jobbára Čač (Csacs), a kínaiak Csösi (赭時) vagy Si (石), az arabok pedig aš-Šaš (Sás) elnevezéssel illették.
A kankarok birodalmának híre már a korai Han időszakban (i. e. 206–i. sz. 8.) elérte Kínát. Csang Csien (張騫) nyugati útja során adatokat gyűjtött Közép-Ázsia stb. országairól, és értesüléseiről jelentésben számolt be császárának. A kínaiak feljegyzései szerint Kangcsü ez időben kisebb királyság volt: „Az ország kicsi, és határos Tajüannal (大宛). Elismeri a jüecsék (月氏) névleges felsőbbségét délen és a hunokét (hsziungnu: 匈奴) keleten”. (A jüecse név jüecsi alakban honosodott meg a hazai irodalomban.)
A kankarok az i. e. 130. év táján – a jüecsik vándorlása (i. e. 166–129.), s ennek kapcsán Görög Baktria bukása nyomán – országukhoz csatolták Szogdia északnyugati részét, valamint az ászik és az isszédok birtokait, s ekképpen Közép-Ázsia egyik legerősebb államát hozták létre. Szövetségre léptek a jüecsikkel, s az i. e. 84. évben az uralkodóházak közötti kapcsolatot házassággal is megerősítették.
Amikor a buddhizmus – az i. e. 3–2. században – elterjedt Közép-Ázsiában, Kangcsü lakói között is akadtak hívei. Sok közép-ázsiai szerzetes vándorolt a kankarok országából Kínába, miként családi nevük, Kang (康) is bizonyítja.
Az i. e. 104. évben Kína megtámadta a Ferganai-medence királyságát, Tajüant, hadi sikereket azonban nem tudott elérni. Az i. e. 102. évben a kínaiak nagyobb sereget küldtek, s bevették Tajüan fővárosát. Kangcsü támogatásáról biztosította a Ferganai-medencét uraló testvérnépet, az amürgi szkítákat, avagy szakákat (αμυργιοι σακαι), a kínai túlerő miatt azonban végül nem avatkozott a küzdelmekbe.
Az i. e. 56. évben a hsziungnuk, avagy hunok szövetsége felbomlott. A déli hunok Kína területére, az északi hunok egy csoportja, Csecse csanjü (郅支單于) vezetésével nyugat felé vonult, a Tulaj (都賴水) – a mai Taraz – folyó vidékén telepedett le, s várost is alapított. Kankarok és hunok szövetkeztek a vuszunok (烏孫), a Han Birodalom csatlósai ellen, és több alkalommal kifosztották őket. Az időszámításunk előtti 36. évben Kína, pontosabban a Nyugati Területek Védnöksége (Hszijü Tutufu) megtámadta Csecse városát. (Részletesebben: Csecsei csata.) A hunok fejedelmét megölték, a kankarok országát azonban nem foglalták el, mivel a Pamír vonulatain túl helyezkedett el, és nem lett volna könnyű ellenőrizni.
Az i. sz. 4. század közepéig a kankarok uralták Közép-Ázsia jelentős részét az Amu-darjától északra. A hunok (chionitae) ekkor megszállták a kankarok szogdiai birtokait. Nem sokkal ez után pedig a kínai forrásokban jüecsiknek, nyugati munkákban heftalitáknak, kusánoknak, illetve kidaritáknak címzett avarok vették birtokba, majd az 554. évben a türkök. Végül, az i. sz. 4. század végén, a kankarok is betagozódtak a hunok szövetségébe.
A kínai Északi Dinasztiák (北朝) időszakában (386–581.) a kankarok országa először a heftaliták – kínai nevük, többek között, Jeta (嚈噠) –, majd a türkök (突厥) birodalmához tartozott. A kankarok későbben az úzok, illetve az ujgurok kötelékébe tartozó besenyők, kunok és palócok között tűntek fel, s részt vettek a szeldzsukok birodalmának megszervezésében is.
A hatszázötvenes évek elején a Tang Birodalom (618–907.) hódította meg a Kangcsünek nevezett tartományt, és létrehozta Kangcsü Főparancsnokságot. A főparancsnok székhelye Szamocsien (薩末鞬 vagy 颯抹建) város, azaz Szamarkand volt. Nevezett tartomány azonban nem Kangcsü törzsterülete volt, hanem a kankarok egykori hűbéres birtoka, Szogdia. Kangcsü főparancsnoka irányította a tartomány államocskáit, az úgynevezett Csaovu kilenc barbár családját (Csaovu csiu hszing hu: 昭武九姓胡). A kínaiak uralma Szogdiában a 8. század közepéig, az arab hódításokig tartott.
Amikor a hun szövetség népei, azaz a törökök megszállták Közép-Ázsiát, a kankarok a heftaliták, majd a türkök, s azután a kínaiak stb. fennhatósága alá kerültek. Négy–ötszáz év múltával nyelvükben jórészt törökké lettek, kisebb-nagyobb csoportjaik azonban vélhetően megőrizték anyanyelvüket is. A türk feliratokon is szerepel a kankarok neve, vélhetően az ászikéval összekapcsolva, kengeresz formában. A kankarok többsége a Szir-darja menti és szogdiai városokban élt. Közülük többen a besenyőkhöz, a kunokhoz stb. csatlakoztak, és később Kelet-Európába, illetve a Kárpát-medencébe vándoroltak. Nagyobb részük azonban a közép-ázsiai népmozgalmak idején sem hagyta el ősi hazáját. A helyben maradottak a mongol megszállás idején (1219–1223.) súlyos veszteségeket szenvedtek. Szir-darja menti városaikat lerohanták a mongol hadak; népüket példátlan kegyetlenséggel pusztították, rabszíjra fűzték, illetve besorozták hadseregükbe. A kankar és kipcsak foglyokat Észak-Kínába hurcolták, és a Jüan-ház uralkodása idején (1206–1388.) a mongolok szolgálatába állították. Az 1308. esztendőben a mongolok kankar testőrcsapatot is szerveztek. A mongol hódítás után a kankarok maradékai török és mongol népek (karakalpakok, kazakok, üzbégek, valamint nogaji tatárok) közé vegyültek. Nagyobb csoportjuk a magyarok országában telepedett meg. Ma kun (úz), palóc, besenyő és csángó néven ismerjük őket.
A kankarokat és a kipcsakokat rokoni szálak fűzték Khoraszmia, avagy Hvárezm uralkodócsaládjához. Turkan fejedelemasszony (Terken khatun) például – Jinkesi kán, a Baijut nevű törzs fejedelmének leánya, Alá ad-Dín Tekes (1172–1200.), hvárezmi sah felesége, II. Mohammed, hvárezmi sah szülőanyja – kankar származású volt. Testőrségében többek között kankar csapatok szolgáltak, s tartottak ki mellette a végsőkig. A mongolok Khoraszmia elleni bosszúhadjárata éppen a családi kapcsolatok miatt sújtotta elsősorban a kankarokat és a kipcsakokat. (Részletesebben: Mohammed cselekedetei; Mongol hadjárat Hvárezm ellen.) A kankarok Közép-Ázsiában viselt dolgainak leírása, egyéb vonatkozásban is, számos oldalt kitöltene. A jelentősebb események láncolatát követve lépten-nyomon a kankarok törökös nevét (kangli) olvashatjuk.

## A kangarnak címzett szabarok
A szóban forgó „kangarokat” a Keleti-Kaukázus vidékéről említik örmény és szír források a korai középkorban (5–6. század), Bizánc és az Újperzsa Birodalom 541. évi háborújával kapcsolatban.
Mar Grigor Martyrologiuma szerint I. Huszrau, a perzsák királya ekkor megtámadta a „kangarokat”, és őriztette földjüket. Mar Aba Vitája szerint a király és serege Örményországba és Kaukázusi Ibériába ment, s hadat viselt a „kangarok” ellen. I. Huszrau önéletrajzában leírja, hogy a perzsák elismerik a Zabargan fejedelem vezetése alatt álló, ötvenezer főt számláló három „kangar” törzs önállóságát, és tiszteletben tartják nesztoriánus kereszténységüket. Nevezett nép törzsei ekkor Kaukázus vidékén, a Szeván-tó és a Kura folyó közötti területen éltek. Huszrau azt is elmondja, hogy később e „kangar” törzsek észak felé költöztek.
A szóban forgó „kangar” név első ízben az 5. század utolsó évtizedeiben munkálkodó örmény tudós, Lazarus Parphensis művében jelenik meg, s utóbb (a 6. században) az említett szír tudósok munkájában. A „kangar” kifejezés Mar Grigor, illetve Mar Aba írásában Hangaraye, illetve Kangaraye alakban szerepel. Mindkettő a középperzsa (pehlevi) 'wngr kifejezés átvétele, szolgai fordítása, s e szó jelentése bizonyára onogur. A szóban forgó név tehát az onogurok – fejedelmük megszólításából (szabar kán) következtetve szabarok – kaukázusi szálláshelyére hivatkozik, amely a Szeván-tavat és a Kura folyót összekötő út közelében helyezkedett el, Kaukázusi Albania és Kaukázusi Ibéria határánál.
Történészeink egyike-másika szerint a (nevüket joggal viselő) kankarok a Kaukázus vidékéről költöztek északra, először az Urál folyó környékére. Állításuknak azonban – mint láttuk – ellentmondanak a tények. A Keleti-Kaukázusban letelepedett „kangarok” valójában onoguruk, közelebbről szabarok voltak. Jó részük később, a perzsák támadása nyomán északra, Kelet-Európa pusztáira, a Kubány, a Kuma és a Tyerek folyó vidékére költözött.
Egy 692. évre keltezett beszámoló szerint a kankarok törzsei kipcsak törzsekkel éltek együtt a Fekete-Irtis és a Szir-darja között, a mai Kazahsztán területén. Ezen időszakban öltött testet – vélhetően kipcsakok és kankarok szövetsége – a besenyők népe.

## További ismertetők
- Lőrincz L. László (1980): Az utolsó hvárezmi nyár. Budapest. (A könyv szövege.)